# U 182
U 182 war ein deutsches U-Boot des Typs IX D2, welches im Zweiten Weltkrieg zum Einsatz kam.

## Bau
Das Boot wurde in der Deschimag AG Weser, Bremen, gebaut. Die Werft der Deschimag AG Weser war bereits vor Beginn des Zweiten Weltkriegs in das U-Boot-Bauprogramm von Reichs- und Kriegsmarine eingebunden. Während des Krieges fertigte diese Werft in erster Linie Boote der „großen“ Typen an. Der Bauauftrag erfolgte am 15. August 1940. Die Kiellegung fand am 7. April 1941 statt, der Stapellauf am 3. März 1942 und die Indienststellung am 30. Juni 1942. Es handelte sich um ein Zwei-Hüllenboot, das für den überseeischen Einsatz konzipiert war. Ein IX D2-Boot war 87,58 m lang und hatte einen Durchmesser von 7,50 m. Ein Boot dieses Typs konnte bei Überwasserfahrt eine Geschwindigkeit von 19,2 kn erreichen und fuhr unter Wasser maximal 6,9 kn. Wie die meisten deutschen U-Boote seiner Zeit trug auch U 182 ein bootsspezifisches Zeichen am Turm. Es handelte sich um den Schriftzug "Westward ho".

## Einsatz

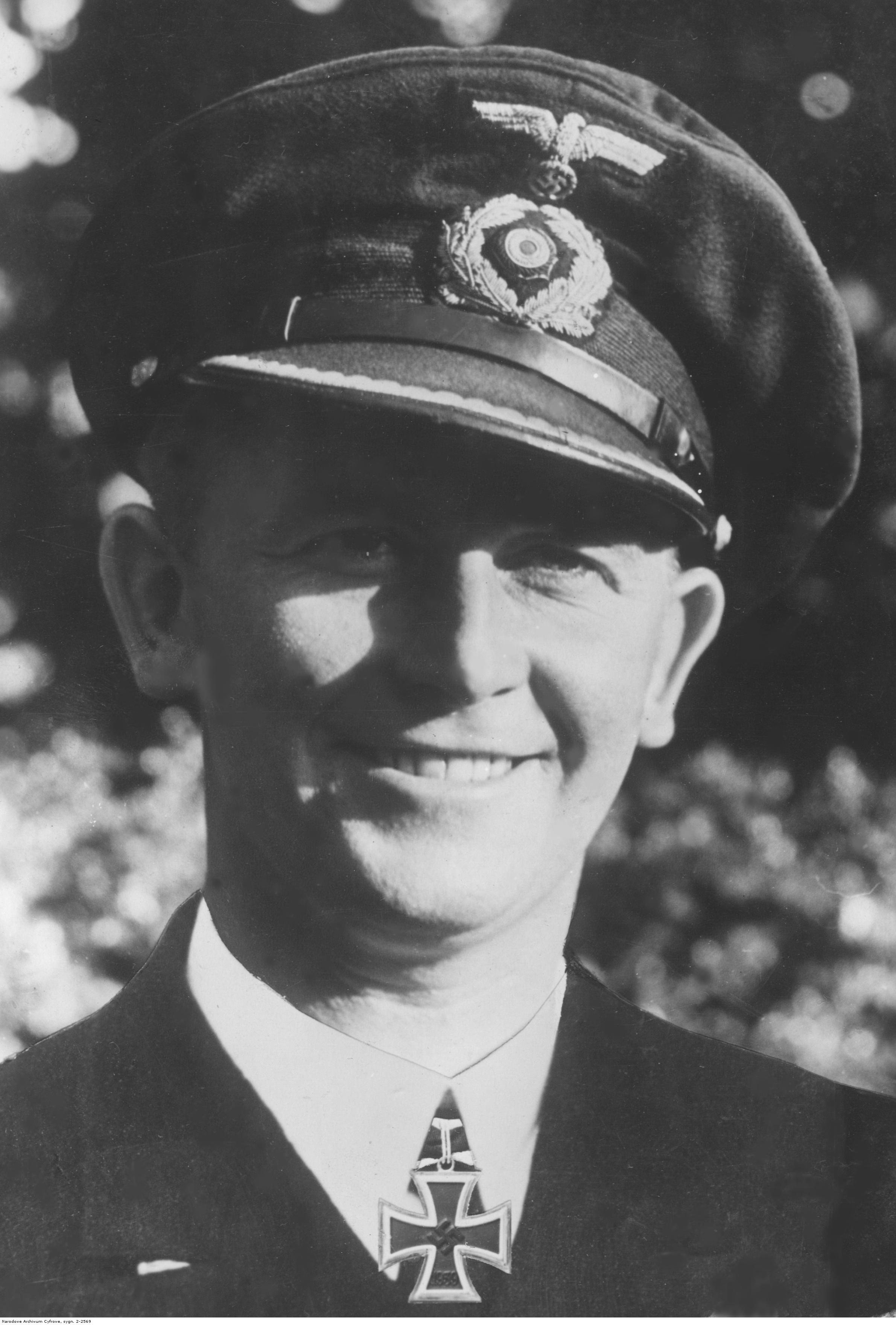
Kommandant Clausen

Kommandant von U 182 war Kapitänleutnant Nikolai Asmus Clausen, Leitender Ingenieur Kapitänleutnant Ing. Bernhard Klaunig (* 22. November 1913). 
U 182 zählte zu folgenden Flottillen:
- 30. Juni 1942 – 30. November 1942: 4. U-Flottille (Stettin)
- 1. Dezember 1942 – 16. Mai 1943: 12. U-Flottille (Bordeaux)

Endgültiger Auslaufhafen von U 182 war nach der Verlegung von Kiel über Kristiansand das norwegische Horten. Das im Kriegstagebuch der Seekriegsleitung überprüfte Auslaufdatum war schließlich der 9. Dezember 1942 ins Operationsgebiet Südatlantik, Freetown, südostwärts Kapstadt, Madagaskar, Indischer Ozean. Warum U 182 sich noch eine Woche lang in Norwegen aufhielt, kann nicht mehr geklärt werden. Es wird angenommen, dass der PK-Mann Robert Maibohm noch zusteigen musste. 

### Seehund und Delphin
U 182 war in der Zeit des Anmarsches ins vorgesehene Operationsgebiet der U-Bootgruppe „Seehund“ zugeteilt, zu der fünf weitere Fern-U-Boote vom Typ IX C gehörten. Bereits auf der Anfahrt ins Operationsgebiet wurde das Boot in Gefechte verwickelt. Anfang Januar 1943 wurde der Gruppe Seehund befohlen, sich am Angriff auf einen Geleitzug zu beteiligen, der auf dem Weg von Trinidad zum Mittelmeer war. Es handelte sich um einen Erdöl-Konvoi, den U 514 am 5. Januar entdeckt hatte. Dessen Kommandant, Hans-Jürgen Auffermann, hatte gemäß der von Karl Dönitz entwickelten Rudeltaktik den Geleitzug verfolgt und fortlaufend dessen Richtung und Geschwindigkeit gemeldet. Als jedoch Kommandant Clausen ebenfalls einen Geleitzug meldete, entschloss sich die U-Bootführung, die Boote der Gruppe Seehund, sowie die Boote der U-Bootgruppe Delphin, zu der U 514 gehörte, auf dieses Ziel anzusetzen. Clausen hatte den Konvoi GUS 3 aufgespürt, der sich auf dem Weg von Casablanca nach Nordamerika befand. Es gelang einigen Geleitschiffen, U 182 aufzuspüren, bevor Clausen einen Angriff auf eines der 24 Handelsschiffe des Konvois einleiten konnte. Sein Boot wurde in zehnstündiger Wasserbombenverfolgung vom Geleitzug abgedrängt.

### Einsatz im Indischen Ozean
U 182 passierte das Kap der guten Hoffnung Mitte Februar. Danach patrouillierte Kommandant Clausen relativ ergebnislos westlich von Madagaskar und machte sich im April auf den Rückmarsch nach Bordeaux. Die Versenkungserfolge auf dieser Feindfahrt blieben hinter den Erwartungen zurück. Kommandant Clausen versenkte mit U 182 auf seiner einzigen Unternehmung fünf Schiffe:
| Datum            | Schiff             | Tonnage | Nationalität | Bemerkungen | Lage   |
| ---------------- | ------------------ | ------- | ------------ | --- | ------ |
| 15. Januar 1943  | Ocean Courage      | 7.173   | britisch     | Das Schiff, beladen mit Eisen, wurde etwa 300 km südlich der Kapverden versenkt. 45 Menschen starben, 7 wurden gerettet. | (Lage) |
| 17. Februar 1943 | Llanashe           | 4.836   | britisch     | Das Schiff, beladen mit Zinn und Aluminium, wurde auf dem Weg nach New York versenkt. 28 Crew-Mitglieder starben, 13 wurden gerettet. | (Lage) |
| 10. März 1943    | Richard D. Spaight | 7.177   | USA          | Das Schiff wurde nordöstlich von Durban im Straße von Mosambik mit zwei Torpedos versenkt. Von der Besatzung ertrank ein Matrose, 65 konnten sich retten. | (Lage) |
| 5. April 1943    | Aloe               | 5.047   | britisch     | Die Besatzung der Aloe konnte in Rettungsboote flüchten. Captain Angus MacLennan wurde gefangen genommen. | (Lage) |
| 1. Mai 1943      | Adelfotis          | 5.838   | griechisch   | Das Schiff wurde mehrere hundert Kilometer südöstlich des Sankt-Peter-und-Sankt-Pauls-Felsens von zwei Torpedos getroffen. Die Mannschaft konnte sich mit der Ausnahme eines ertrunkenen Besatzungsmitglieds in zwei Rettungsboote retten. Die Schiffbrüchigen in den Rettungsbooten wurden gefilmt, der Kapitän gefangen genommen. 37 Mann erreichten in den Booten nach mehreren Tagen Land. | (Lage) |

## Versenkung
U 182 befand sich auf dem Rückweg und hatte das Kap der Guten Hoffnung passiert. Laut der Literatur stieß die U 182 auf den Geleitzug UGS-8 nordwestlich von Madeira. In den Akten der Alliierten wird die Bekämpfung eines unbekannten sonaren Objekts mit Wasserbomben durch die Zerstörer USS MacKenzie (ein Zerstörer der Benson-Klasse unter Commander D. B. „Dan“ Miller) und USS Laub unter Commander J. F. Gallaher am 16. Mai 1943 bei Madeira (Lage) angegeben. Aus den deutschen Akten folgerte man, dass es sich um U 182 gehandelt haben muss.
Ein Gefechtsbericht über den Angriff eines Flugzeugs der United States Army Air Forces vom Typ Consolidated B-24-D (Consolidated Liberator) auf ein U-Boot am 15. Mai, deutet eine andere Ursache für den Verlust von U 182 an. Der Kommandant der 2. Anti-U-Boot-Staffel des 2037. Anti-U-Boot-Geschwaders der amerikanischen Luftwaffe, gestartet in Französisch-Marokko, hieß Oberleutnant USAA Earle A. Powers. Mit Kameras der Typen Fairchild K-20 und F-24 aufgenommene Fotos sind dem Gefechtsbericht beigefügt.
Die 61 Besatzungsmitglieder von U 182 überlebten die Versenkung nicht. Zusätzlich waren zwei kriegsgefangene Kapitäne und ein Leitender Ingenieur von den beiden zuletzt versenkten Frachtern Aloe und Adelfotis an Bord. Es verloren also 64 Menschen bei der Versenkung von U 182 ihr Leben.